# Lecompte
Lecompte es un pueblo ubicado en la parroquia de Rapides, en el estado estadounidense de Luisiana. En el Censo de 2010 tenía una población de 1227 habitantes y una densidad poblacional de 445,25 personas por km².

## Geografía
Lecompte se encuentra ubicado en las coordenadas 31°5′17″N 92°24′00″O / 31.08806, -92.40000. Según la Oficina del Censo de los Estados Unidos, Lecompte tiene una superficie total de 2.76 km², de la cual 2.76 km² corresponden a tierra firme y (0%) 0 km² es agua.

## Demografía
Según el censo de 2010, había 1227 personas residiendo en Lecompte. La densidad de población era de 445,25 hab./km². De los 1227 habitantes, Lecompte estaba compuesto por el 30.48% blancos, el 66.59% eran afroamericanos, el 0.81% eran amerindios, el 0.41% eran asiáticos, el 0% eran isleños del Pacífico, el 0.16% eran de otras razas y el 1.55% pertenecían a dos o más razas. Del total de la población el 0.9% eran hispanos o latinos de cualquier raza.